# Gräberfeld von Soest
Koordinaten: 51° 34′ 0″ N, 8° 7′ 0″ O
Das frühmittelalterliche Gräberfeld von Soest in Soest am Lübecker Ring ist ein merowingerzeitliches Gräberfeld aus dem 6. bis 8. Jahrhundert. Es stellt eines der größten und bedeutendsten Gräberfelder des frühmittelalterlichen Westfalens dar. Auffälligster Fund ist die prächtige Scheibenfibel von Soest, die einem reichen Frauengrab entstammt.

## Hintergrund
Das Gebiet um Soest zeichnet sich durch fruchtbaren Lössboden sowie durch Süß- und Salzwasserquellen aus. Weiterhin liegt es an einer alten Handelsstraße, dem Hellweg. Es handelt sich also um ein äußerst günstiges Siedlungsgebiet. Spätestens seit der Zeitenwende spielte die Metallverarbeitung, insbesondere von Blei eine wichtige Rolle.

## Lage und Größe
Das Reihengräberfeld von Soest liegt am südöstlichen Stadtrand am Lübecker Ring und wurde im Jahr 1930 im Zuge von Bauarbeiten entdeckt. Eine größere Zahl von Gräbern wurde damals bereits zerstört. Insgesamt wurden 215 Bestattungen ergraben, von denen 202 von Menschen und 13 von Pferden stammten. Die meisten lagen in Baumsärgen. Zudem fanden sich 11 Holzkammergräber, von denen eines ein Pferdegrab war. Diese Holzkammergräber hatten einen Grundmesser von etwa 2 × 3 Metern und sind typisch für die germanische Oberschicht des 6. und 7. Jahrhunderts.

## Die Soester Scheibenfibel
Den bekanntesten Fund des Gräberfeldes stellt eine prächtige Scheibenfibel dar. Sie wurde dem Holzkammergrab 106 – einem reichen Frauengrab – entnommen, das in das letzte Drittel des 6. Jahrhunderts datiert wird. Die Rückseite der Fibel ist von Runenritzungen geziert, die bis heute nicht zweifelsfrei entziffert sind. Der Privatforscher Heinz Ritter-Schaumburg wollte den Namen Atalo in diesen Runen lesen und postulierte, dass das Grab 106 jenes von Krimhild gewesen sein könnte, die nach seiner Hypothese historisch war und in Soest starb. Heute ist die Fibel im LWL-Museum in der Kaiserpfalz in Paderborn ausgestellt.